# Avantos
Avantos ist ein Ort und eine ehemalige Gemeinde im Norden Portugals.

## Geschichte
Der heutige Ort entstand vermutlich im Zuge der Neubesiedlungen während und nach der mittelalterlichen Reconquista.
Im 16. Jahrhundert war Avantos bereits seit langem eine eigene Gemeinde im Kreis Mirandela.
In den 1880er Jahren wurde die Gemeinde Avantos aufgelöst und Alvites angegliedert, in den Statistiken des Jahres 1900 wurde sie wieder als eigenständige Gemeinde geführt.
Seit etwa 1960 verzeichnet die Gemeinde eine verstärkte Auswanderung, vor allem nach Frankreich. Die Einwohnerzahl sank von 308 im Jahr 1960 bis auf 96 im Jahr 2011.
Im Zuge der Gebietsreform in Portugal 2013 wurde die Gemeinde Avantos mit Romeu zu einer neuen Gesamtgemeinde zusammengeschlossen.

## Sehenswürdigkeiten
Neben der Natur, die über Wanderwege der Kreisverwaltung Mirandela erschlossen ist, befinden sich einige Baudenkmäler in Avantos:
- Igreja de Santo André, die barocke Gemeindekirche von Avantos aus dem 16./17. Jh.[1]
- Casa Brasonada, kleines Herrenhaus in Avantos[2]
- Fonte de Avantos, Steinbrunnen in Avantos[3]
- Capela de São Sebastião, Kapelle in Avantos aus dem 17./18. Jh.[4]
- Igreja de São Pedro, 1699  errichtete Gemeindekirche in Pousadas mit manieristischen, barocken und Rokoko-Einflüssen[5]

## Verwaltung
Avantos war Sitz einer gleichnamigen Gemeinde (Freguesia) im Kreis (Concelho) von Mirandela im Distrikt Bragança. Die Gemeinde hatte 96 Einwohner und eine Fläche von 12,89 km² (Stand 30. Juni 2011).
Zwei Ortschaften gehörten zur Gemeinde:
- Avantos
- Pousadas

Mit der Gebietsreform vom 29. September 2013 wurden die Gemeinden Avantos und Romeu zur neuen Gemeinde União das Freguesias de Avantos e Romeu zusammengeschlossen. Avantos wurde Sitz dieser neuen Gesamtgemeinde.